# Iseshusen

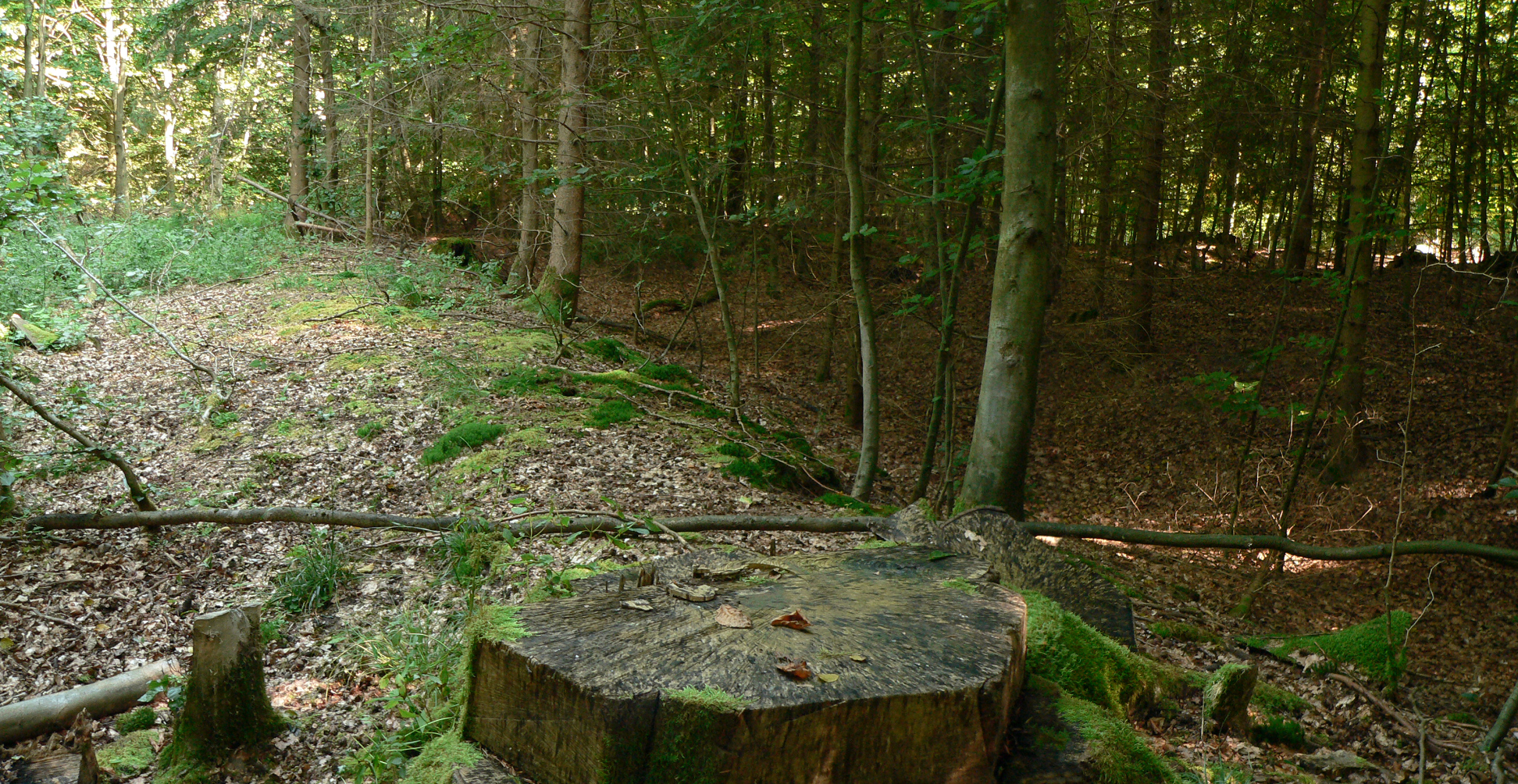
Nordseite der Wall-Graben-Anlage in der Wüstung Iseshusen, hinter dem Baumstumpf der Wall, rechts der Graben und das Plateau

Iseshusen ist eine wüst gefallene mittelalterliche Siedlung bei Rhüden in Niedersachsen, die etwa vom 12. bis zum 14. Jahrhundert bestanden hat. Sie spielte eine bedeutende Rolle in der Besitztumspolitik des Klosters Lamspringe.

## Lage und Beschreibung
Die Wüstungsstelle befindet sich in einem weitläufigen Waldgebiet westlich von Rhüden. Dort liegt sie auf einer leichten Anhöhe zwischen zwei Talkerben. Überliefert ist die Ansiedlung auf einer Karte von 1666 als „Skizze des Waldgebietes südwestlich von Wohldenhausen“.
Die Siedlungsfläche umfasste vermutlich ein Gebiet von 300 × 300 Meter. An Bodenresten finden sich Grenzgräben, Erdpodeste als mögliche Standorte von Gebäuden sowie Wolbäcker im Umfeld. Den bedeutendsten Bodenrest stellt eine Wall-Graben-Anlage mit den Ausmaßen von 36 × 38 Meter dar. Darin befindet sich ein 19 × 20 Meter großes Plateau, das von einem etwa 5 bis 6 Meter breiten und 0,8 Meter tiefen Sohlgraben umfasst wird. Der außen aufgeschüttete Grabenaushub bildet einen heute noch 0,5 Meter hohen Wall. Auf dem Plateau befindet sich eine L-förmige Steinpackung von 6 × 11 Meter, die zu einem Gebäude gehörte.

## Geschichte
Durch Urkunden und Flurnamen ist in diesem geographischen Bereich eine Siedlung überliefert, die erstmals 1178 und letztmals 1368 erwähnt wird. Die Schreibweisen der Ortsbezeichnung weichen erheblich voneinander ab, zum Beispiel Iseshusen, Hyseshusen, Hieshausen und Yshusen. Bis 1178 hatte das Kloster Lamspringe dort zwei Hufen erworben. Nach 1285 erwarb das Kloster vom Grafen von Wohldenberg die gesamte Siedlung und hatte um 1300 darin 25 Hufe mit 780 Morgen. Dies entsprach der Erwerbspolitik des Klosters durch Zukäufe, wodurch eine nahezu geschlossene Besitzkonzentration entstand. 1325 pachtete Balduin von Nette die Ansiedlung auf zehn Jahre. Dies lässt den Schluss zu, dass die Siedlung oder Teile bis dahin ein Klostergut oder ein Vorwerk des Klosters Lamspringe waren, das den Besitz nun abstieß. Das Güterverzeichnis des Klosters führt bis zum Jahr 1573 den Klosterbesitz von 27 Hufen an der Siedlung auf. Darin wird sie als wüst und mit Wald zugewachsen beschrieben.

## Forschungsgeschichte

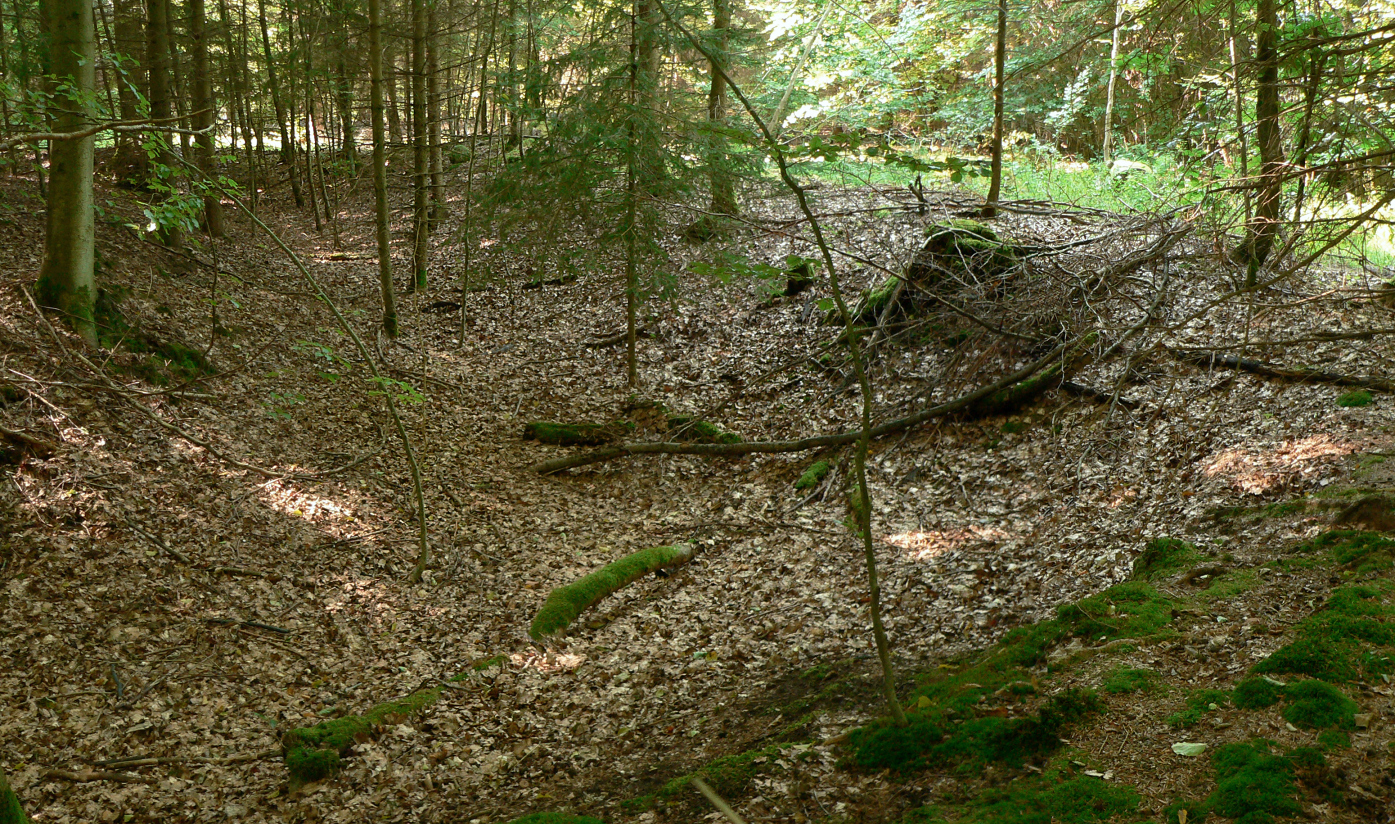
Graben der Wall-Graben-Anlage, links das Plateau

Die Wall-Graben-Anlage wurde 1951 offiziell bekannt, als ein Bewohner aus Rhüden sie dem Archäologen Martin Claus beim Niedersächsischen Landesmuseum Hannover schriftlich meldete. Laut dem Entdecker soll sich auf den Erdresten eine Kemnate befunden haben, deren Steine im 19. Jahrhundert für den privaten Hausbau abtransportiert worden seien. In alten Überlieferungen habe man die Stelle als „Schloßplatz“ bezeichnet. Mitte der 1980er Jahre beauftragte der Heimatverein in Rhüden den Göttinger Archäologen Andreas Wallbrecht mit einer Untersuchung der Wall-Graben-Anlage, der seine Ergebnisse 1990 publizierte. Aufgrund des Fundes von Scherben grautoniger Irdenware in unmittelbarer Nähe der Anlage datierte er sie in das Hoch- bis Spätmittelalter.
In den Jahren 2014 und 2016 erfolgten archäologische Begehungen der Wall-Graben-Anlage. Darin fanden sich mehrere Metallobjekte aus Eisen, wie Bolzen, ein Nagel und ein Flachband. Dabei könnte es sich um Bauteile einer Holzkonstruktion, eines Turms oder um Möbelbeschläge handeln. Des Weiteren wurden zwei Messer und die Spitze einer Pike aus dem 14. bis 15. Jahrhundert gefunden. Ein geborgenes Buntmetallobjekt ist in der Art einer Tierpfote gearbeitet, wobei es sich um den abgebrochenen Standfuß eines Grapen handeln könnte.
In den Jahren 2022 und 2023 kam es zu kleinteiligen Sondagen im Bereich der Wall-Graben-Anlage, die das Niedersächsische Landesamt für Denkmalpflege im Rahmen eines Citizen-Science-Projekts mit einem örtlichen Heimatverein vornahm. Zuvor war eine Auswertung des Areals mittels Daten aus dem Airborne Laserscanning erfolgt. Im Boden ließen sich Steinfundamente eines Gebäudes nachweisen, das seit dem 12. Jahrhundert bestand und im 15. Jahrhundert wüst fiel. Zu den Fundstücken gehörten Keramikscherben von mittelalterlichen Kugeltöpfen.